# 漯河 (河流)
漯河，别名獭河、杨绪沟、杏花河，是流域位于中国山东省济南市章丘区境内的一条河流，在芽庄村北注入芽庄湖。故道长28公里。
1992年，刁镇政府因改造城区街道使得刘村以北河道废弃。此后，漯河由后刘村东分洪道注入芽庄湖。

## 治理
漯河上游（相公庄桑园至寨子村段）5.55公里河道于2015年治理完成。建立了漯河湿地公园。